# Enicospilus enormous
Enicospilus enormous là một loài tò vò trong họ Ichneumonidae.